# Mount Troubridge
Mount Troubridge är ett berg i Antarktis. Det ligger i Östantarktis. Nya Zeeland gör anspråk på området. Toppen på Mount Troubridge är 1 000 meter över havet.
Terrängen runt Mount Troubridge är huvudsakligen kuperad, men österut är den bergig. Trakten är obefolkad. Det finns inga samhällen i närheten.